# 烏昇
烏昇（1535年—1582年），原名烏龍，字顯卿，别號旭菴，陝西西安前衛人，官籍，明朝政治人物。

## 生平
嘉靖四十三年（1564年）甲子科陝西鄉試第六名舉人。嘉靖四十四年（1565年）中式乙丑科會試第四十四名，三甲第一百七十一名進士。兵部观政，初授大理寺左評事，四十五年迎母季氏京邸，未幾丁艱。隆庆三年（1569年）制满，補原官，進右寺副。四年改任户部广西司主事，十二月又改任兵科给事中。五年十一月升户科右，六年闰二月升礼科左，历任巡青、巡庫、巡视京营諸差。神宗即位，于七月升刑科都。万历二年（1574年）八月升太仆寺少卿，三年春因病回籍。六年四月起补太常寺少卿，七年五月升南京右通政，七月视篆，养病归。万历十年卒，年四十八。

## 家族
原籍直隶香河。曾祖烏忠，锦衣卫指揮使；祖父烏銘，改任西安前卫，升都指挥佥事、神木參將；父烏浩，都指揮。前母梁氏；季氏。兄烏豸，襲指挥佥事。